# Culex latus
Culex latus är en tvåvingeart som beskrevs av Nikolas Vladimir Dobrotworsky 1956. Culex latus ingår i släktet Culex och familjen stickmyggor. Inga underarter finns listade i Catalogue of Life.